# Pyura turqueti
Pyura turqueti är en sjöpungsart som först beskrevs av Sluiter 1905.  Pyura turqueti ingår i släktet Pyura och familjen lädermantlade sjöpungar.
Artens utbredningsområde är Södra Ishavet. Inga underarter finns listade i Catalogue of Life.